# Singly na prvním místě v roce 1995 (USA)
Jedničky hitparády Hot 100 za rok 1995 podle časopisu Billboard.
| Datum vydání  | Píseň                               | Umělec                       |
| 7. ledna      | On Bended Knee                      | Boyz II Men                  |
| 14. ledna     | On Bended Knee                      | Boyz II Men                  |
| 21. ledna     | On Bended Knee                      | Boyz II Men                  |
| 28. ledna     | Creep                               | TLC                          |
| 4. února      | Creep                               | TLC                          |
| 11. února     | Creep                               | TLC                          |
| 18. února     | Creep                               | TLC                          |
| 25. února     | Take a Bow                          | Madonna                      |
| 4. března     | Take a Bow                          | Madonna                      |
| 11. března    | Take a Bow                          | Madonna                      |
| 18. března    | Take a Bow                          | Madonna                      |
| 25. března    | Take a Bow                          | Madonna                      |
| 1. dubna      | Take a Bow                          | Madonna                      |
| 8. dubna      | Take a Bow                          | Madonna                      |
| 15. dubna     | This Is How We Do It                | Montell Jordan               |
| 22. dubna     | This Is How We Do It                | Montell Jordan               |
| 29. dubna     | This Is How We Do It                | Montell Jordan               |
| 6. května     | This Is How We Do It                | Montell Jordan               |
| 13. května    | This Is How We Do It                | Montell Jordan               |
| 20. května    | This Is How We Do It                | Montell Jordan               |
| 27. května    | This Is How We Do It                | Montell Jordan               |
| 3. června     | Have You Ever Really Loved a Woman? | Bryan Adams                  |
| 10. června    | Have You Ever Really Loved a Woman? | Bryan Adams                  |
| 17. června    | Have You Ever Really Loved a Woman? | Bryan Adams                  |
| 24. června    | Have You Ever Really Loved a Woman? | Bryan Adams                  |
| 1. července   | Have You Ever Really Loved a Woman? | Bryan Adams                  |
| 8. července   | Waterfalls                          | TLC                          |
| 15. července  | Waterfalls                          | TLC                          |
| 22. července  | Waterfalls                          | TLC                          |
| 29. července  | Waterfalls                          | TLC                          |
| 5. srpna      | Waterfalls                          | TLC                          |
| 12. srpna     | Waterfalls                          | TLC                          |
| 19. srpna     | Waterfalls                          | TLC                          |
| 26. srpna     | Kiss From a Rose                    | Seal                         |
| 2. září       | You Are Not Alone                   | Michael Jackson              |
| 9. září       | Gangsta's Paradise                  | Coolio featuring L.V.        |
| 16. září      | Gangsta's Paradise                  | Coolio featuring L.V.        |
| 23. září      | Gangsta's Paradise                  | Coolio featuring L.V.        |
| 30. září      | Fantasy                             | Mariah Carey                 |
| 7. října      | Fantasy                             | Mariah Carey                 |
| 14. října     | Fantasy                             | Mariah Carey                 |
| 21. října     | Fantasy                             | Mariah Carey                 |
| 28. října     | Fantasy                             | Mariah Carey                 |
| 4. listopadu  | Fantasy                             | Mariah Carey                 |
| 11. listopadu | Fantasy                             | Mariah Carey                 |
| 18. listopadu | Fantasy                             | Mariah Carey                 |
| 25. listopadu | Exhale (Shoop Shoop)                | Whitney Houston              |
| 2. prosince   | One Sweet Day                       | Mariah Carey and Boyz II Men |
| 9. prosince   | One Sweet Day                       | Mariah Carey and Boyz II Men |
| 16. prosince  | One Sweet Day                       | Mariah Carey and Boyz II Men |
| 23. prosince  | One Sweet Day                       | Mariah Carey and Boyz II Men |
| 30. prosince  | One Sweet Day                       | Mariah Carey and Boyz II Men |